# Sylvester Graham
Sylvester Graham (Suffield, 5 de julho de 1794 - Northampton, 11 de setembro de 1851) foi um ministro presbiteriano e nutricionista dos Estados Unidos, criador da farinha Graham e da bolacha Graham. Escreveu ensaios que influenciaram o modo de vida dos Adventistas do Sétimo Dia. Foi ativista do higienismo e do movimento pela temperança.

## Biografia
Sylvester Graham foi ordenado em 1826 como ministro presbiteriano e pregava a abstinência promovendo  dietas vegetarianas e com farinha integral. Ficou conhecido por apresentar as bolachas Graham.
Em 1829 apresentou um pão que hoje tem o seu nome e que seria uma alternativa ao pão branco. À época, o pão branco era um símbolo da classe média, tanto na América como na Europa, já que era produzido em padarias e implicava poder de compra para o adquirir..
Também desenvolveu alguns remédios vegetarianos para curar, por exemplo, o alcoolismo.

## A dieta Graham
Por volta de 1829, Graham criou a dieta Graham, consistindo principalmente de frutas e legumes frescos, farinha integral e alimentos ricos em fibras, excluindo completamente carne e especiarias (ver vegetarianismo). Leite fresco, queijo e ovos eram permitidos em quantidades moderadas, enquanto a manteiga era geralmente usada "com muita moderação".
Graham acreditava que, ao aderirem à dieta, as pessoas podiam se proteger contra pensamentos impuros e, consequentemente, eram bloqueadas, entre outras coisas, pela prática da masturbação (que Graham acreditava ser um catalisador da cegueira). Foi um prolífico escritor e orador de sua causa, opondo-se rigorosamente aos "maus hábitos" do corpo e da mente. Durante as décadas de 1830-1840, a dieta teve uma resposta moderada da fação puritana americana, de modo que num ponto foi rigidamente imposta aos estudantes do Oberlin College por David Campbell (um dos discípulos de Graham). Durante o período em que foi imposta, alguns estudantes rebeldes saíam da faculdade, chegando a matar um professor apenas por se recusar a entregar a pimenta, usada para as refeições. A imposição da dieta acabou sendo removida do colégio em 1841 após um protesto público.
As Graham crackers, inventadas por Graham e com fibra dietética, acabaram por se tornar parte da culinária dos Estados Unidos.

## Grahamitas
Os grahamitas, como os seguidores de Graham eram chamados, aceitavam a doutrina do seu mentor em todos os aspetos do estilo de vida e, como tal, praticavam a abstinência de bebidas alcoólicas, costumavam tomar banhos frequentes e lavar os dentes diariamente, dedicando-se ao vegetarianismo e a um estilo de vida moderado. Graham também era defensor da abstinência sexual, especialmente da masturbação, que considerava um mal que inevitavelmente levava à cegueira e à loucura. Alertou que toda a excitação não era saudável e que os temperos estavam entre os ingredientes proibidos na sua dieta. Em resultado, as suas prescrições dietéticas eram inevitavelmente insípidas, levando os grahamitas a consumir uma grande quantidade de “bolachas Graham”, criadas pelo próprio Graham. O pão branco foi, no entanto, fortemente condenado por Graham e seus seguidores, como essencialmente carente de alimento, afirmação que desde então tem sido continuamente repetida pelos nutricionistas. Alguns grahamitas permaneceram desanimados quando o seu mentor morreu aos 57 anos de idade. Além dos “crackers” (as bolachas), a principal contribuição dos grahamitas para a cultura americana talvez seja a insistência na frequência dos banhos. No entanto, as doutrinas de Graham mais tarde encontraram seguidores em pessoas como o médico John Harvey Kellogg e seu irmão Will Keith Kellogg. A sua invenção dos "flocos de milho" representou uma extensão lógica da abordagem grahamita à nutrição.
O grahamismo influenciou o movimento vegan. Sylvester Graham concentrou-se na carne e no leite, que achava que eram a causa de todo o impulso sexual, afirmando que as substâncias animais produzem luxúria. O grahamismo, portanto, rejeitava a carne, produtos de origem animal e álcool, para desenvolver uma mente e um corpo mais puros.
Bastante popular nas décadas de 1860 a 1890, o grahamismo rapidamente perdeu ímpeto e agora é lembrado principalmente pelos seus “crackers”, embora esses “graham crackers” não se assemelhem ao pão que Graham comia.

## Obras
- Lectures on the Science of Human Life (Boston, 1839)
- Lectures to Young Men on Chastity